# Spodolepis substriataria
Spodolepis substriataria är en fjärilsart som beskrevs av George Duryea Hulst 1896. Spodolepis substriataria ingår i släktet Spodolepis och familjen mätare. Inga underarter finns listade i Catalogue of Life.